# Izabella Teleżyńska
Izabella Teleżyńska, nota anche con lo pseudonimo di Iza Teller (Varsavia, 9 dicembre 1928 – Londra, 12 aprile 2013), è stata un'attrice polacca.

## Biografia
È nata a Varsavia in una famiglia di proprietari terrieri. Il padre, Zygmunt Powała-Dzieślewski, era un maggiore di cavalleria dell'esercito polacco. La madre, Halina Ejsmond, proveniva da una famiglia di artisti. Dopo lo scoppio della guerra, i suoi genitori lasciarono il paese e, attraversando l'Italia e la Francia, approdarono nelle isole britanniche. Il padre rimase in Inghilterra e la madre e la figlia tornarono in Polonia, dove la madre si risposò con il generale Gustaw Paszkiewicz e venne adottata dal suo patrigno come Izabella Zofia Paszkiewicz nel 1949.
Iniziò i suoi studi di recitazione a Varsavia, presso l'Accademia Teatrale Aleksandra Zelwerowicza e dal 1952 li ha proseguiti a Cracovia, presso la Scuola Nazionale Superiore di Teatro Ludwik-Solski. Ha completato la sua formazione nel 1953 ed iniziò la carriera di attrice dapprima nel Teatro dell'Esercito Polacco di Łódź e in seguito nel Teatro Drammatico di Varsavia in spettacoli quali Wieczor di Anton Čechov (1953), Schweyck nella seconda guerra mondiale di Bertolt Brecht (1957), Turandot di Carlo Gozzi (1959), Gli uccelli di Aristofane e il Macbeth di William Shakespeare (1960). Nel 1961 partì per la Gran Bretagna, dove dalla metà degli anni '60, per quasi due decenni, recitò in un totale di oltre 40 film, in diversi casi di alto livello artistico, e in molte produzioni televisive, meglio conosciuta anche con lo pseudonimo di Iza Teller.
Sul grande schermo i suoi ruoli più noti furono quelli della baronessa Nadežda von Meck nel film di Ken Russell L'altra faccia dell'amore (1970) e la Regina Madre Maria di Prussia nel Ludwig di Luchino Visconti (1973).
È deceduta nell'aprile 2013 a Londra all'età di 84 anni.

## Filmografia parziale

### Cinema
- Il cervello da un miliardo di dollari (Billion Dollar Brain), regia di Ken Russell (1967)
- Isadora, regia di Karel Reisz (1968)
- L'altra faccia dell'amore (The Music Lovers), regia di Ken Russell (1970)
- I diavoli (The Devils), regia di Ken Russell (1971)
- Ludwig, regia di Luchino Visconti (1972)
- Lisztomania, regia di Ken Russell (1975)
- Una figlia per il diavolo (To the Devil a Daughter), regia di Peter Sykes (1976)
- Bestia, regia di Jerzy Domaradzki (1979)
- America, America (Pandemonium), regia di Alfred Sole (1982)
- The Mother, regia di Roger Michell (2003)

### Televisione
- Gli invincibili (The Protectors) – serie TV, episodi 1x08-1x22 (1972-1973)

## Doppiatrici italiane
- Benita Martini in Ludwig